# 2012年ロンドンオリンピックの近代五種競技
2012年ロンドンオリンピックの近代五種競技（2012ねんロンドンオリンピックのきんだいごしゅきょうぎ）は、8月11日と12日に行われた。男女それぞれ36名が出場した。

## フォーマット
近代五種の競技はエペ、200メートル自由形、障害飛越、コンバインド（クロカン3km+ライフル射撃）で構成される。会場はカッパー・ボックス（フェンシング）、アクアティクス・センター（水泳）、グリニッジ・パーク（コンバインド、馬術）で開催された。

## 出場枠
今大会の出場枠は各大陸選手権の上位、および世界選手権、ワールドカップファイナル、世界ランキングの上位選手に出場権が与えられる。また開催国のイギリスから1が与えられる。

## 競技結果
| 種目 | 金                                        | 銀                              | 銅                              |
| ---- | ----------------------------------------- | ------------------------------- | ------------------------------- |
| 男子 | ダビド・スボボダ チェコ (CZE)             | 曹忠栄 中国 (CHN)               | アダム・マロシ ハンガリー (HUN) |
| 女子 | ラウラ・アサダウスカイテ リトアニア (LTU) | サマンサ・マリー イギリス (GBR) | ヤネ・マルケス ブラジル (BRA)   |

## 国・地域別のメダル獲得数
| 順   | 国・地域         | 金 | 銀 | 銅 | 計 |
| ---- | ---------------- | -- | -- | -- | -- |
| 1    | チェコ (CZE)     | 1  | 0  | 0  | 1  |
| 1    | リトアニア (LTU) | 1  | 0  | 0  | 1  |
| 3    | 中国 (CHN)       | 0  | 1  | 0  | 1  |
| 3    | イギリス (GBR)   | 0  | 1  | 0  | 1  |
| 5    | ブラジル (BRA)   | 0  | 0  | 1  | 1  |
| 5    | ハンガリー (HUN) | 0  | 0  | 1  | 1  |
| 合計 | 合計             | 2  | 2  | 2  | 6  |